# Miomantinae
Miomantinae — підродина богомолів у складі родини Miomantidae. Одна з двох підродин, інша підродина Solygiinae містить єдиний рід і вид Solygia sulcatifrons. До складу підродини відносять єдину трибу Miomantini в складі 6 родів, поширених у Афротропічному біогеографічному регіоні
До підродини належать такі роди:
- Taumantis Giglio-Tos, 1917
- Parasphendale Schulthess, 1898
- Cilnia Stål, 1876
- Paracilnia Werner, 1909
- Neocilnia Beier, 1930
- Miomantis Saussure, 1870

## Таксономія
У 1889 році англійський ентомолог Джон Обадія Вествуд виділив підродину в складі родини Mantidae. Упродовж XX століття до підродини відносили 2 триби Miomantini та Rivetinini з 27 родами та приблизно 180 видами. Кладистичний аналіз початку XXI століття показав, що походження групи є поліфілетичним. Теперішній склад групи запропонований у 2019 році.